# Guimarães (Portugal)
Guimarães (ⓘ) is een plaats en gemeente in het Portugese district Braga.
De gemeente heeft een totale oppervlakte van 242 km² en telde 161.876 inwoners in 2004.
De stad Guimarães telt ongeveer 54.000 inwoners.

## Geschiedenis
De stad werd gesticht op een oude nederzetting door graaf Vimara Peres, kort daarna vestigde hij het eerste graafschap van Portugal (in 868). Als de eerste hoofdstad van Portugal stond Guimarães aan de wieg van het nieuwe land. In 1095 vestigde graaf Hendrik van Portugal, getrouwd met prinses Teresa van León, in Guimarães het tweede graafschap van Portugal (Condado Portucalense). Op 25 juli 1109 werd Afonso Henriques, zoon van graaf Hendrik van Portugal, geboren in Guimarães. In deze stad riep hertog Afonso Henriques (Alfons I van Portugal) de Portugese onafhankelijkheid uit van het koninkrijk León. Portugal legt de oorsprong van het land op 24 juni 1128 met de Slag bij São Mamede. Afonso riep zichzelf uit tot de eerste prins van Portugal en in 1139 als de eerste koning van Portugal. In 1143 werd Portugal officieel erkend op de Conferentie van Zamora, met de prins als Dux Portucalensis. In 1179 werd Afonso I door de paus tot koning uitgeroepen. Na de Slag bij São Mamede werd de eerste hoofdstad Guimarães. Later regeerde de koning vanuit Coimbra.
- zie ook: Geschiedenis van Portugal

## Cultuur
Het historische centrum van Guimarães werd in 2001 door de UNESCO tot cultureel werelderfgoed verklaard, vanwege de historische monumenten uit de Middeleeuwen.
De universiteit van Minho heeft naast een campus in Braga (Campus de Gualtar) ook een campus in Guimarães (Campus de Azurém).
Guimarães is voor het jaar 2012 uitgeroepen tot culturele hoofdstad van Europa.

## Sport

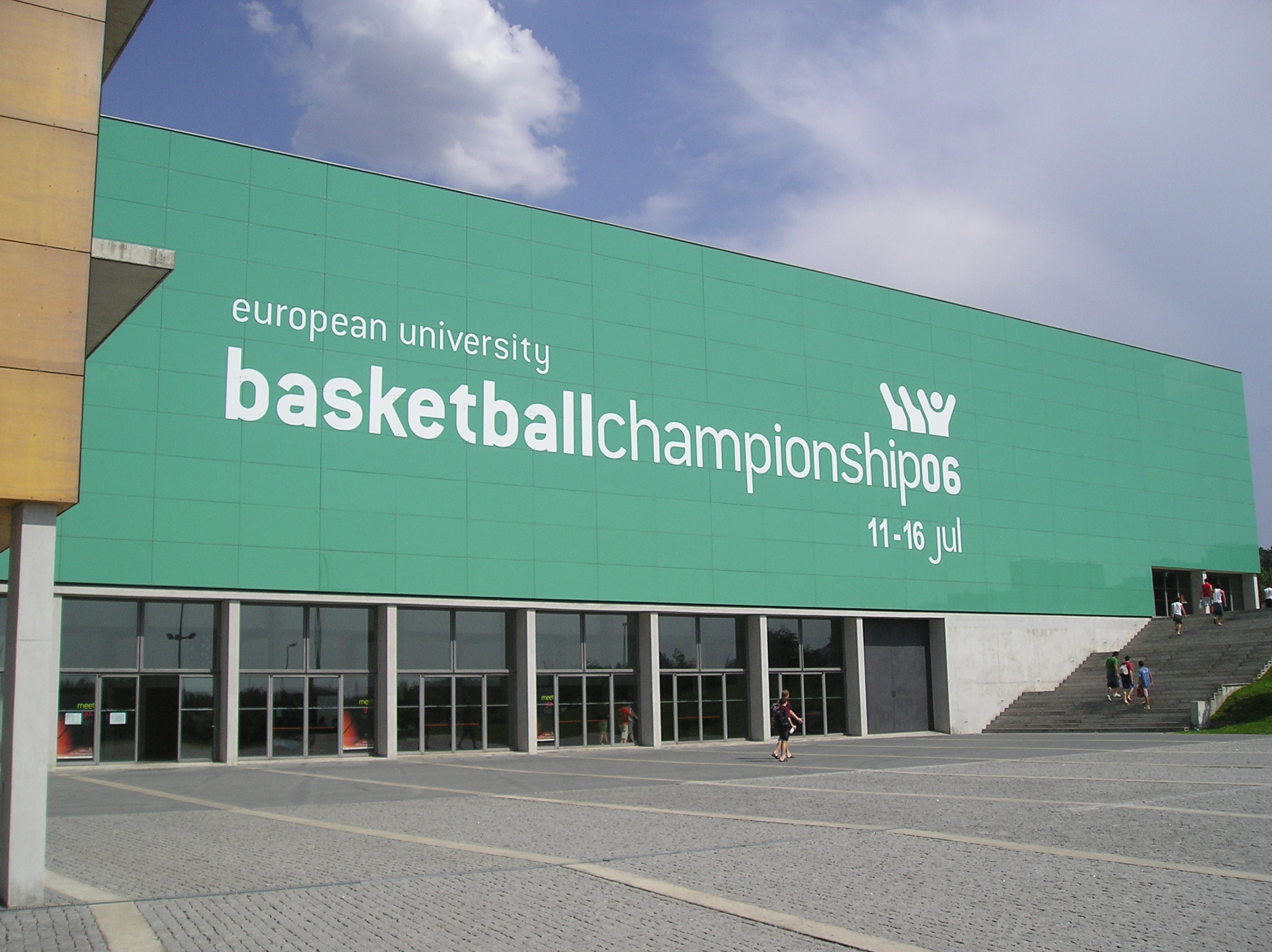
Multiusos

Vitória Sport Clube speelt met uitzondering van het seizoen 2006-2007 al jarenlang in de Primeira Liga, de hoogste voetbalcompetitie van Portugal. Vitória SC wordt door de Portugezen meestal Vitória de Guimarães genoemd om onderscheid te maken met Vitória FC, een voetbalclub uit Setúbal. Het stadion van Vitória Sport Clube is het Estádio D. Afonso Henriques. In dit stadion werden in 2004 wedstrijden gespeeld voor het EK voetbal.
Guimarães huisvest ook een groot sportcomplex Multiusos genaamd. De hal heeft vaste en uitschuiftribunes en biedt ruimte aan circa 7000 toeschouwers. In de zomer van 2006 werd in dit complex de Europese Studenten Kampioenschappen Basketbal georganiseerd. Naast sportevenementen worden er ook concerten georganiseerd.

## Indeling van de gemeente
| Naam                        | Bevolking (2001) | km²   | inw/km² | Type                            |
| --------------------------- | ---------------- | ----- | ------- | ------------------------------- |
| Aldão                       | 918              | 1,91  | 480,6   | Cidade (APU)                    |
| Arosa                       | 674              | 1,96  | 343,9   | AMU                             |
| Atães                       | 2026             | 6,79  | 298,4   | AMU                             |
| Azurém                      | 8151             | 2,41  | 3382,2  | Cidade (APU)                    |
| Balazar                     | 565              | 2,87  | 196,9   | AMU                             |
| Barco                       | 1430             | 2,95  | 484,7   | AMU                             |
| Brito                       | 4605             | 6,14  | 750,0   | Vila (APU)                      |
| Caldelas                    | 5252             | 2,72  | 1930,9  | Vila de Caldas das Taipas (AMU) |
| Calvos                      | 983              | 1,86  | 528,5   | APU                             |
| Castelões                   | 363              | 3,11  | 116,7   | AMU                             |
| Conde                       | 1437             | 1,55  | 927,1   | APU                             |
| Corvite                     | ~400             | 1,84  | ~217,4  | AMU                             |
| Costa                       | 3450             | 4,92  | 701,2   | Cidade (APU)                    |
| Creixomil                   | 9393             | 2,92  | 3216,8  | Cidade (APU)                    |
| Donim                       | 989              | 3,37  | 293,5   | AMU                             |
| Fermentões                  | 4137             | 3,84  | 1077,3  | Cidade (APU)                    |
| Figueiredo                  | 484              | 2,11  | 229,4   | AMU                             |
| Gandarela                   | 1163             | 2,62  | 443,9   | APU                             |
| Gémeos                      | 548              | 1,71  | 320,5   | APU                             |
| Gominhães                   | 507              | 2,06  | 246,1   | AMU                             |
| Gonça                       | 1045             | 7,79  | 134,1   | AMU                             |
| Gondomar                    | 676              | 4,87  | 138,8   | AMU                             |
| Gondar                      | 2868             | 2,31  | 1241,6  | Cidade (APU)                    |
| Guardizela                  | 2501             | 3,90  | 641,3   | APU                             |
| Infantas                    | 1932             | 6,07  | 318,3   | AMU                             |
| Leitões                     | 588              | 3,31  | 177,6   | AMU                             |
| Longos                      | 1699             | 7,05  | 241,0   | AMU                             |
| Lordelo                     | 4641             | 4,90  | 947,1   | Vila (APU)                      |
| Mascotelos                  | 1328             | 1,31  | 1013,7  | Cidade (APU)                    |
| Mesão Frio                  | 4003             | 4,62  | 866,5   | Cidade (APU)                    |
| Moreira de Cónegos          | 5828             | 4,45  | 1309,7  | Vila (APU)                      |
| Nespereira                  | 2862             | 4,38  | 653,4   | APU                             |
| Oleiros                     | 510              | 3,22  | 158,4   | AMU                             |
| Oliveira do Castelo         | 3448             | 0,61  | 5652,5  | Cidade (APU)                    |
| Pencelo                     | 1444             | 2,37  | 609,3   | Cidade (APU)                    |
| Pinheiro                    | 1301             | 1,51  | 861,6   | APU                             |
| Polvoreira                  | 3813             | 3,21  | 1187,9  | Cidade (APU)                    |
| Ponte                       | 6597             | 7,85  | 840,4   | Vila (APU)                      |
| Rendufe                     | 779              | 5,22  | 149,2   | AMU                             |
| Ronfe                       | 4487             | 4,99  | 899,2   | Vila (APU)                      |
| Salvador de Briteiros       | 1248             | 5,17  | 241,4   | AMU                             |
| Santa Eufémia de Prazins    | 1274             | 2,51  | 507,6   | APU                             |
| Santa Leocádia de Briteiros | 906              | 5,08  | 178,3   | AMU                             |
| Santa Maria de Airão        | 1859             | 2,16  | 860,6   | APU                             |
| Santa Maria de Souto        | 831              | 4,07  | 204,2   | AMU                             |
| Santiago de Candoso         | 2004             | 2,26  | 886,7   | Cidade (APU)                    |
| Santo Estêvão de Briteiros  | 1348             | 2,96  | 455,4   | AMU                             |
| Santo Tirso de Prazins      | 824              | 2,66  | 309,8   | AMU                             |
| São Clemente de Sande       | 1722             | 5,79  | 297,4   | AMU                             |
| São Cristóvão de Selho      | 2569             | 2,26  | 1136,7  | Cidade (APU)                    |
| São Faustino                | 1050             | 2,11  | 497,6   | APU                             |
| São João Baptista de Airão  | 886              | 2,82  | 314,2   | AMU                             |
| São Jorge de Selho          | 5114             | 5,33  | 959,5   | Vila de Pevidém (APU)           |
| São Lourenço de Selho       | 1841             | 1,98  | 929,8   | Cidade (APU)                    |
| São Lourenço de Sande       | 1306             | 2,67  | 489,1   | AMU                             |
| São Martinho de Candoso     | 1601             | 3,10  | 516,5   | Cidade (APU)                    |
| São Martinho de Sande       | 2880             | 3,42  | 842,1   | APU                             |
| São Paio                    | 3920             | 0,37  | 10594,6 | Cidade (APU)                    |
| São Salvador de Souto       | 928              | 4,11  | 225,8   | AMU                             |
| São Sebastião               | 1949             | 0,45  | 4331,1  | Cidade (APU)                    |
| São Tomé de Abação          | 2300             | 4,67  | 492,5   | AMU                             |
| São Torcato                 | 3624             | 10,56 | 343,2   | Vila (AMU)                      |
| Serzedelo                   | 4073             | 4,75  | 857,5   | Vila (APU)                      |
| Serzedo                     | 1480             | 2,76  | 536,2   | APU                             |
| Silvares                    | 2568             | 4,02  | 638,8   | Cidade (APU)                    |
| Tabuadelo                   | 1723             | 3,41  | 505,3   | AMU                             |
| Urgezes                     | 5124             | 4,62  | 1109,1  | Cidade (APU)                    |
| Vermil                      | 1352             | 2,21  | 611,76  | APU                             |
| Vila Nova de Sande          | 1848             | 2,96  | 624,3   | APU                             |

## Stedenbanden
Guimarães onderhoudt stedenbanden met de volgende plaatsen:
- Pleven, Bulgarije.
- Londrina, Brazilië.
- Varaždin, Kroatië.
- Mé-Zóchi, Sao Tomé en Principe.
- Brive-la-Gaillarde, Frankrijk.
- Igualada, Spanje.
- Tacoronte, Spanje.
- Rio de Janeiro, Brazilië.
- Kaiserslautern, Duitsland.
- Colônia do Sacramento, Uruguay.
- Compiègne, Frankrijk.
- Tourcoing, Frankrijk.
- Thessaloniki, Griekenland.
- Ribeira Grande de Santiago, Kaapverdië.

## Geboren
- Fernando Meira (1978), voetballer
- Luís Castro (1980), voetbaltrainer
- José Mendes (1985), wielrenner
- Vieirinha (1986), voetballer
- Luka Zahović (1995), Sloveens voetballer

## Afbeeldingen

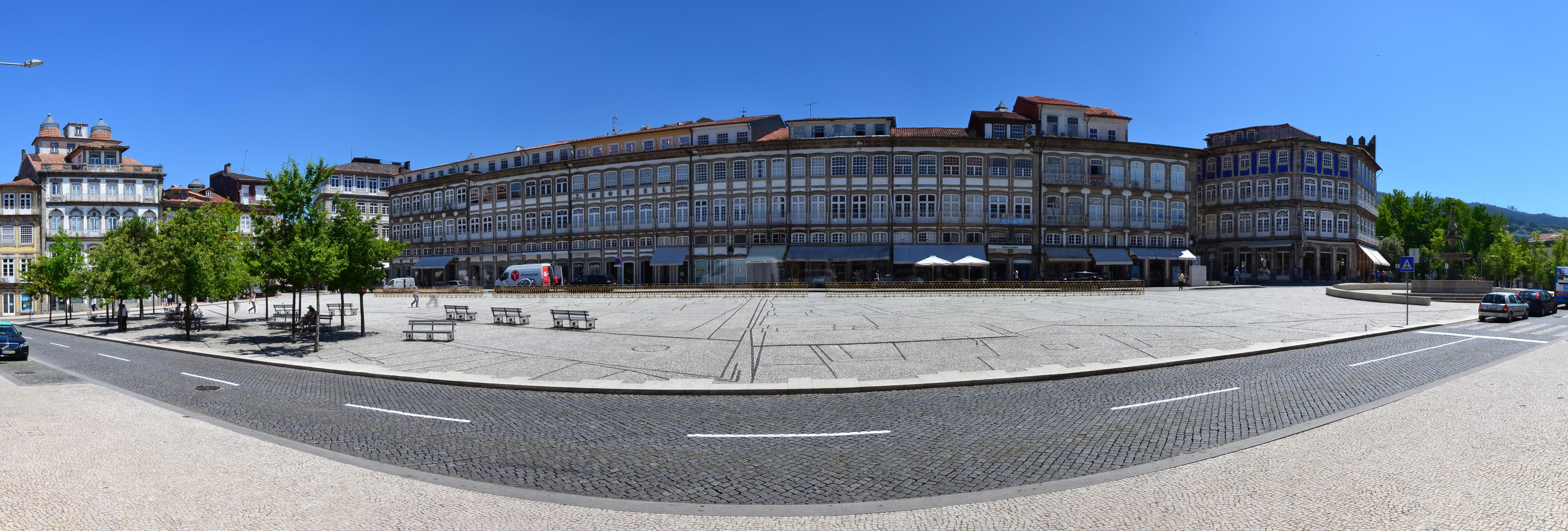
Largo do Toural
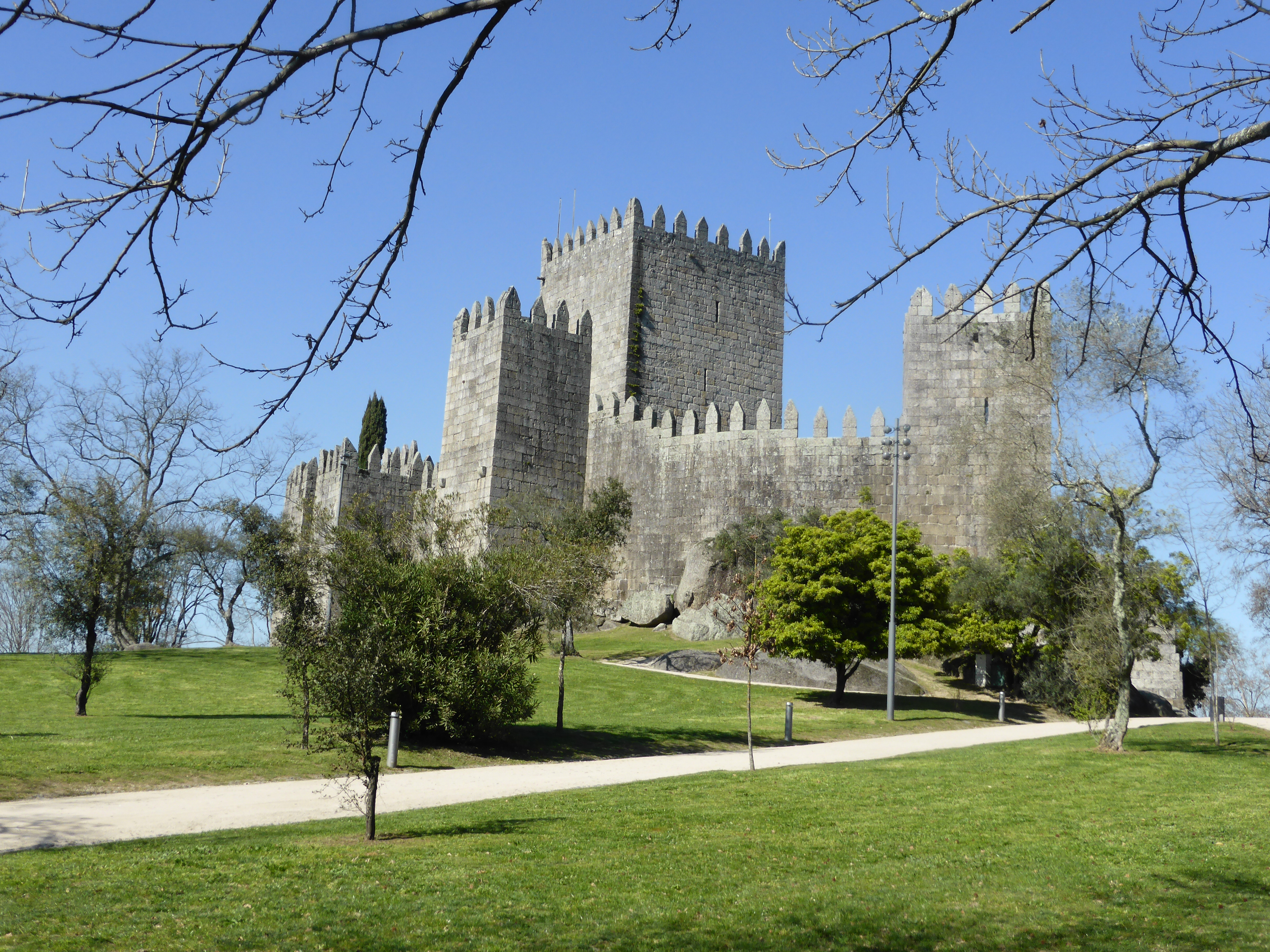
Colina Sagrada
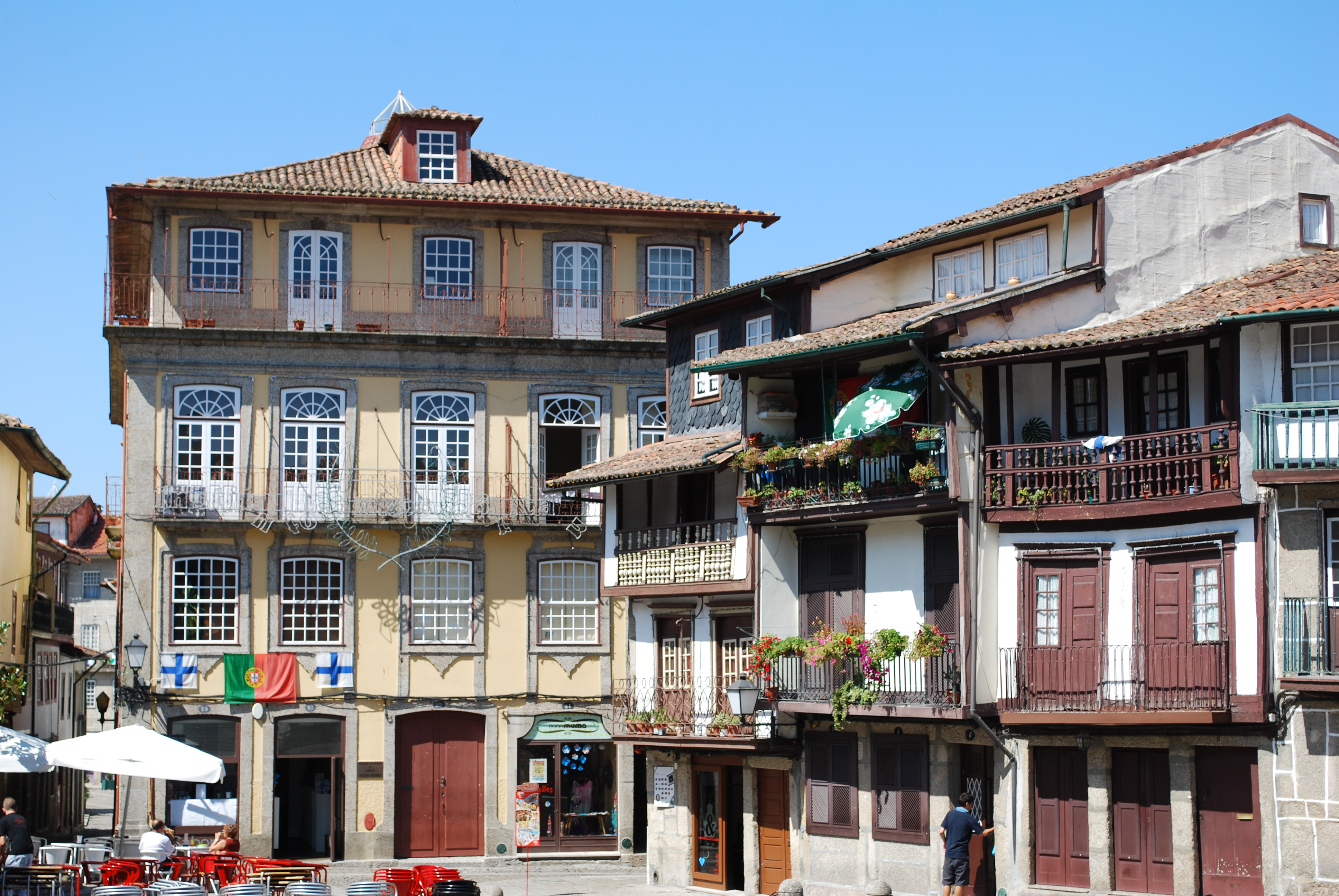
Praça de Santiago

- Biblioteca Nacional de España: XX458443
- Gemeinsame Normdatei: 4364483-1
- Library of Congress Control Number: n81050805
- MusicBrainz: 26169c11-f0a9-49d0-bc4f-05001471eb9a
- Nationale Bibliotheek van Tsjechië: ge1007419
- Nationale Bibliotheek van Israël: 987007562042505171
- Système universitaire de documentation: 15591099X
- Virtual International Authority File: 145424485
- WorldCat: E39PBJqW47pyrM3HyB6KD7cdcP

Amares · Barcelos · Braga · Cabeceiras de Basto · Celorico de Basto · Esposende · Fafe · Guimarães · Póvoa de Lanhoso · Terras de Bouro · Vieira do Minho · Vila Nova de Famalicão · Vila Verde · Vizela
Wijnstreek Alto Douro · Stadscentrum van Angra do Heroismo op de Azoren · Klooster van Batalha · Convent van Christus in Tomar · Cultuurlandschap van Sintra · Historisch centrum van Évora · Historisch centrum van Guimarães · Landschap van de wijncultuur op het eiland Pico · Laurisilva van Madeira · Klooster van Alcobaça · Hiëronymietenklooster en toren van Belém in Lissabon · Historisch centrum van Porto · Prehistorische rotskunst in de Côavallei · de stad Elvas en haar verdedigingswerken · Universiteit van Coimbra - Alta en Sofia · Koninklijk gebouw van Mafra: paleis, basiliek, klooster, Cerco-tuin en jachtpark (Tapada) · Bom Jesus do Monte-heiligdom in Braga